# Williams FW08B

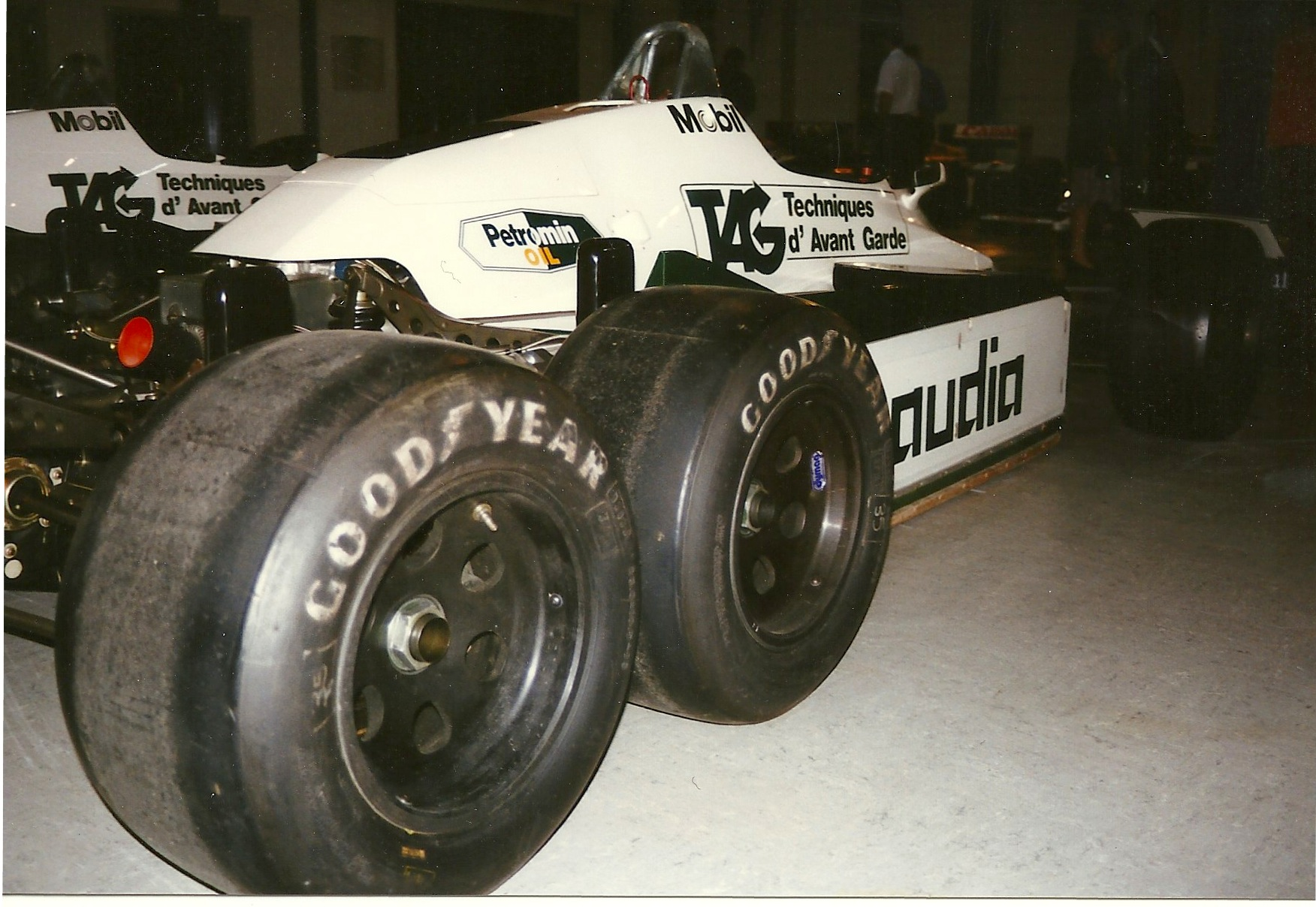
Der sechsrädrige FW08B im Museum der Wiliams Factory

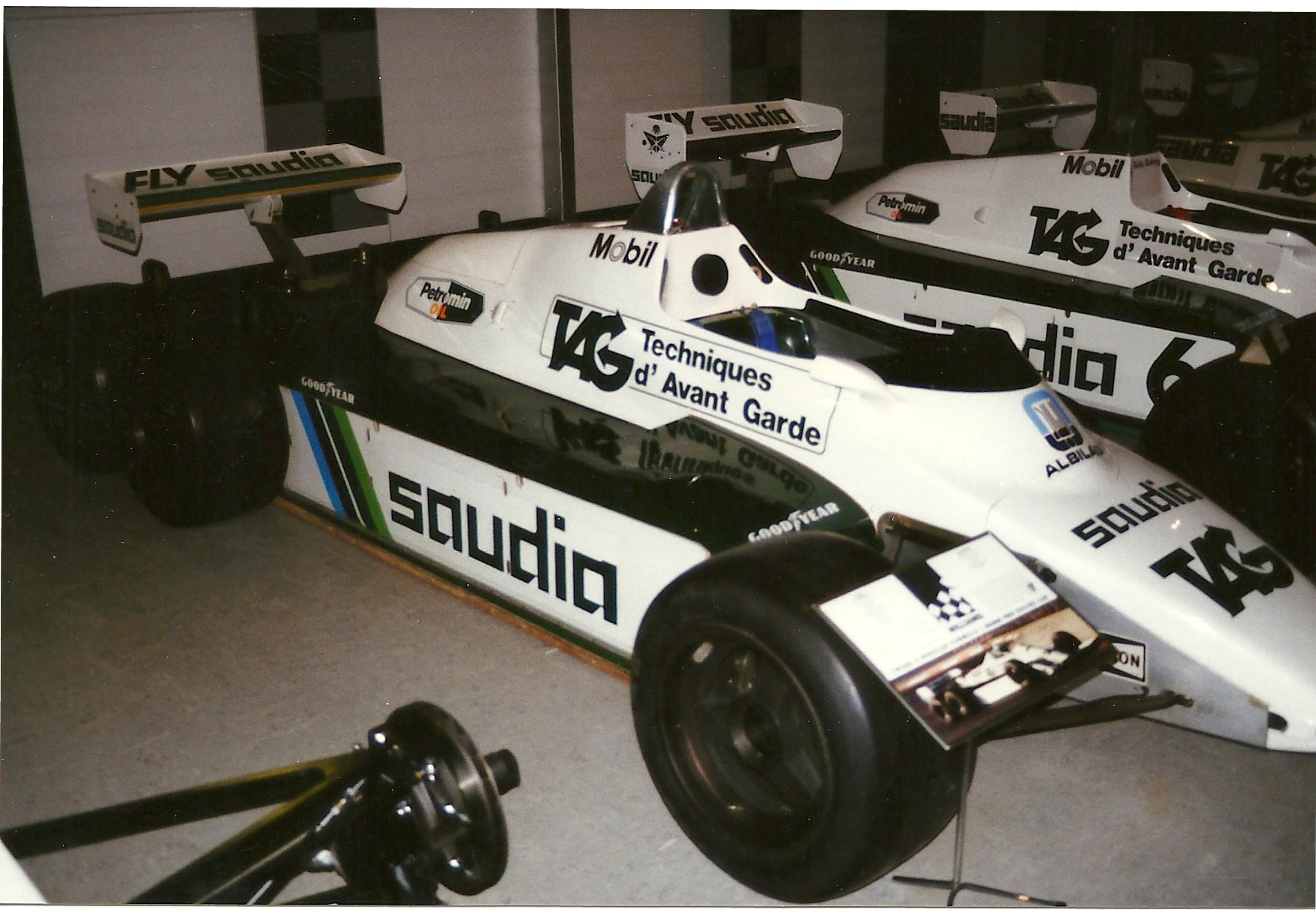
Frontansicht des FW08B

Der Williams F08B war ein Konzeptfahrzeug des britischen Formel-1-Teams Williams aus dem Jahr 1982, das über drei Achsen und sechs Räder verfügte. Das technisch auf dem Williams FW08 basierende Fahrzeug wurde 1982 mehrfach getestet, kam aber bei keinem Weltmeisterschaftslauf der Formel 1 zum Einsatz.

## Sechsradwagen in der Formel 1
Der Williams FW08B war nicht das erste sechsrädrige Rennauto in der Formel-1-Geschichte. Bereits 1976 hatte der britische Rennstall Tyrrell mit dem P34 ein solches Auto entwickelt und an den Start gebracht. Ferrari griff das Sechsradkonzept bereits 1977 auf und rüstete unter dem Projektnamen 312T6 einen 312T mit Doppelbereifung auf der Hinterachse aus. Wenig später konstruierte March Engineering in Bicester den 2-4-0, der wiederum einem anderen Layout folgte: Der Wagen hatte nur eine Vorderachse, dafür aber zwei Hinterachsen. Anders als der Tyrrell P34 waren der Ferrari und der March reine Forschungsfahrzeuge, die nicht für den Einsatz auf der Rennstrecke gedacht waren.

## Sechsradwagen bei Williams
Williams begann 1980 mit der Arbeit an einem eigenen Sechsradwagen. Das Team folgte dabei von Anfang an dem Konzept von March, da sich Tyrrells Idee, zwei gelenkte Vorderachsen einzusetzen, als zu umständlich erwiesen hatte. Zudem benötigte der Tyrrell vier besonders kleine Vorderreifen, die exklusiv für den P34 entwickelt werden mussten. Dadurch wurden die Betriebskosten erheblich in die Höhe getrieben.
Anlass für die Arbeiten an einem Sechsradwagen war die Bestrebung, den Luftwiderstand der Rennwagen zu senken. Die Hinterreifen, die in den 1980er Jahren sehr viel größer als die Vorderreifen waren, beeinträchtigten nach Ansicht von Patrick Head, dem technischen Direktor des Teams, die Aerodynamik des Wagens erheblich. Eine Verkleinerung der Reifen hätte den Luftwiderstand gesenkt, aber gleichzeitig die Haftung an der Antriebsachse stark beeinträchtigt. Head verfolgte die Idee, am Wagenheck vier Reifen zu installieren, deren Ausmaße den Vorderrädern entsprachen, insgesamt also niedriger waren als die üblichen Hinterreifen.
Erste Versuche mit einem dreiachsigen Wagen begannen im Sommer 1980. Williams’ Konstrukteur Frank Dernie baute einen Williams FW07B von 1979 entsprechend um. Alan Jones unternahm mit ihm Ende 1981 kurze Testfahrten auf der Rennstrecke von Donington; sie dienten allerdings nur dazu, Basisinformationen über den Betrieb von Sechsradfahrzeugen zu gewinnen.
Aufgrund dieser Erkenntnisse entstand 1981 der dreiachsige FW08B, der auf den technischen Komponenten des aktuellen FW08 beruhte. Als Antrieb diente ein Cosworth-DFV-Achtzylindermotor. Alle vier Hinterräder waren angetrieben.
Im Herbst 1982 unternahm Williams längere Testfahrten mit dem Wagen auf einer kleinen Motorradrennstrecke im nordfranzösischen Croix-en-Ternois. Testfahrer waren Jacques Laffite und Jonathan Palmer. Palmer bestätigte eine hervorragende Traktion des Wagens sowohl auf trockener als auch auf nasser Strecke; das Kurvenverhalten wurde als herausragend beschrieben.
Ein Nachteil des FW08B war allerdings das deutlich höhere Gewicht – Patrick Head sprach später von 100 kg Mehrgewicht gegenüber dem regulären FW08 –, das den Vorteil der Traktion wieder aufhob. Angesichts der Gewichtsproblematik und des damit verbundenen hohen Konstruktionsaufwands stellte Williams die weiteren Arbeiten am Sechsradwagen im Laufe des Jahres 1982 ein. Wenig später wurde das Reglement der Formel 1 dahingehend geändert, dass Rennwagen nicht mehr als vier Räder haben durften.